# Nipponomyia szechwanensis
Nipponomyia szechwanensis is een tweevleugelige uit de familie Pediciidae. De soort komt voor in het Palearctisch gebied.